# Festuca abyssinica
Festuca abyssinica — вид травянистых растений рода Овсяница (Festuca) семейства Злаки (Poaceae). Эндемик Африки.

## Ботаническое описание
Многолетнее растение, цельнокрайнее, со стеблями длиной 15-60 см. Лигула длиной 0,5-1 мм проходит вокруг эклиативной мембраны. Листовые пластинки нитевидные, длиной 3-25 см и шириной 1-3 мм. Соцветие — метёлка длиной 8-20 см, сжатая, линейная. Колоски ланцетные, яйцевидные, одиночные, длиной 6,5-12 мм, с цветоносными фертильными колосками, несущими 2-6 фертильных соцветий с уменьшенной вершиной.
Колоски ланцетные, мембранозные, без килей, с острыми верхушками, различаются только размерами. Верхняя из них длиной 5,5-8,5 мм, другая — яйцевидная, длиной 6-10 мм. Плодородная лемма длиной 6,5-9,5 мм также кистевидная, эллиптическая, без килей, с шероховатой поверхностью. Лемма мутовчатая с острой вершиной. Цветки имеют опушенную завязь и три тычинки длиной 2-2,5 мм. Плоды — зерновка с дополнительным околоплодником, который, как и цветки, тоже опушенный. Хилум линейный.

## Распространение и среда обитания
Произрастает на горных лугах, как правило, на влажных и часто торфяных почвах.
Распространён в горах восточной Африки, от Эфиопии через Кению, Уганду, Танзанию, восточную часть Демократической Республики Конго, Руанду, Бурунди, Малави, Мозамбик и Замбию до восточной части Зимбабве, а также в горах Тибести в Чаде, на Камерунском нагорье Камеруна, Биоко и нагорьях Анголы.